# Rote Nation
Die Rote Nation (Nama Awa-Khoi, englisch Red Nation, afrikaans Rooinasie), eigentlich KaiǁkhaunKlicklaut für „große Verteidiger“, selten auch ǁKhauben, sind ein Clan der Nama in Namibia. Sie haben ihren traditionellen Sitz in Hoachanas und werden von einem Kaptein als traditionellem Führer der traditionellen Verwaltung geführt. Dies ist seit dem 3. Dezember 1988 Petrus Simon Moses Kooper, der auch der Nama Traditional Authority und damit faktisch allen Nama vorsteht. 
Wie viele traditionelle Gruppen ist auch die Rote Nation intern seit mindestens 2005 zerstritten.
Einer der größten Arbeitgeber der Roten Nation in Hoachanas ist die Stickerei Anin.

## Geschichte

### Namensherkunft
Die Namensherkunft Rote Nation scheint nicht ganz klar. Laut Missionar Heinrich Vedder bezeichnete sich das Volk selber als Awa-Khoi (oder ǀAwa-Khoi), die „roten Menschen“. Klaus Dierks hingegen schreibt den Namen alleine den Europäern, aufgrund der roten Gesichtsfarbe der Clanmitglieder, zu.

### Vorkoloniale Zeit

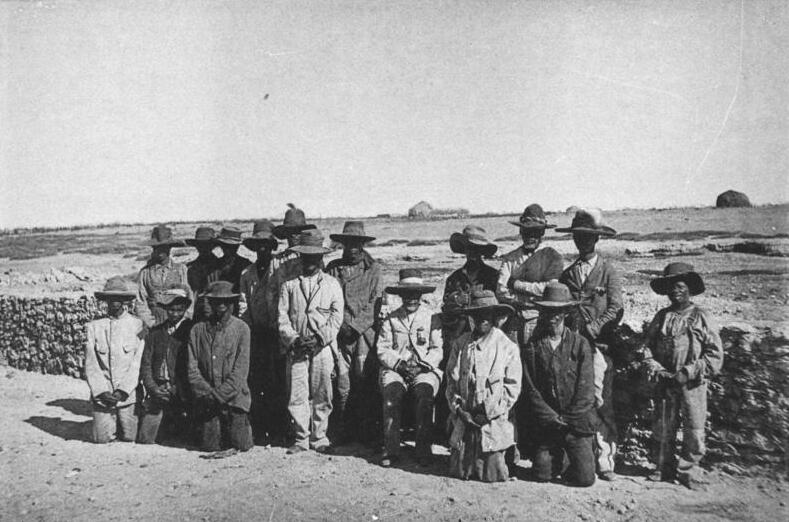
Manasse (sitzend) mit seinen Gefolgsleuten (1897)

Der erste Kaptein der Roten Nation war Hâb, der praktisch alle Nama-Clans am Ende des 17. Jahrhunderts vereint haben soll. Nach seinem Tod verließen mit den Swartbooi und Keetmanshoop-Nama die ersten Clans den Zusammenschluss und siedelten in Rehoboth und Keetmanshoop. Ihnen folgten weitere Clans. Dennoch bezeichnete sich die Rote Nation auch weiterhin als die Nama-Hauptgruppe.
Mit dem Aufstieg von ǃNoreseb Gamab, besser bekannt als Manasse, begannen die Unstimmigkeiten zwischen den Nama-Clans weiter zuzunehmen. Er war ein Erzfeind von Hendrik Witbooi, dem Kaptein der Witbooi, der die Nation weiter zurückdrängte und sie damit in die Hände anderer Clans wie der Groot Doden, aber auch anderer Ethnien, vor allem der Herero, und später der deutschen Kolonialmacht trieb.

### Zur Kolonialzeit
Während des Aufstands der Herero und Nama taten sich Witbooi und Manasse gegen die Schutztruppe für Deutsch-Südwestafrika zusammen. Manasse standen dabei nur etwa 100 Kämpfer zur Verteidigung der zentralöstlichen Gebiete rund um Aranos, Leonardville, Aminuis und Hoachanas zur Verfügung.
Manasse und Hendrik Witbooi kamen während der Gefechte ums Leben.